# Bonn-Gesetz

Die kreisfreie Stadt Bonn, der Landkreis Bonn und der Siegkreis vor Inkrafttreten des Bonn-Gesetzes

Die kreisfreie Stadt Bonn und der Rhein-Sieg-Kreis nach Inkrafttreten des Bonn-Gesetzes

Das Gesetz zur kommunalen Neugliederung des Raumes Bonn (Bonn-Gesetz) vom 10. Juni 1969 beinhaltet die Gebietsreform in der Region Bonn auf der kommunalen Ebene. Das Gesetz bildete den Auftakt der zweiten Phase der sich über sechs Jahre erstreckenden Neugliederung der Gemeinden und Kreise in Nordrhein-Westfalen. Dabei wurden die Bedürfnisse des Raumes Bonn als Hauptstadtregion in besonderer Weise berücksichtigt.
Mit Inkrafttreten des Gesetzes wurden 96 Gemeinden (die kreisfreie Stadt Bonn, vierzehn amtsfreie Städte und Gemeinden und 81 amtsangehörige Gemeinden) zu sechzehn neuen Gemeinden zusammengefasst und sämtliche Ämter aufgelöst. Eitorf und Siegburg wurden geringfügig vergrößert, Much blieb vom Gesetz unberührt.

## Kurzbeschreibung

### I. Abschnitt: Kreisfreie Stadt Bonn
§1 Stadt Bonn
Die Städte Bonn, Bad Godesberg und Beuel werden zu einer neuen kreisfreien Stadt Bonn zusammengelegt. Hinzu kommen mit Buschdorf, Duisdorf, Ippendorf, Lengsdorf, Lessenich und Röttgen sechs Gemeinden des Amtes Duisdorf. Dieses wird aufgelöst, die neue Stadt Bonn wird Rechtsnachfolgerin. Ferner kommen noch aus dem Siegkreis einige Orte hinzu, die in den Bezirk Beuel eingegliedert werden. Dies sind die Gemeinde Oberkassel (Siegkreis) aus dem Amt Oberkassel (Siegkreis), die Gemeinde Holzlar aus dem Amt Menden (Rheinland) sowie der Ortsteil Hoholz der Gemeinde Stieldorf.

### II. Abschnitt: Landkreis Bonn
§2 Gemeinde Bornheim
Aus den Gemeinden Bornheim, Hersel und Sechtem, die aus den Bürgermeistereien Waldorf, Hersel und Sechtem hervorgegangen sind, wird eine neue Gemeinde (ab 1981: Stadt) Bornheim gebildet, die die Rechtsnachfolge des Amtes Bornheim übernimmt. Lediglich der Ortsteil Urfeld der Gemeinde Hersel wird in die Stadt Wesseling umgegliedert und wechselt damit in den Landkreis Köln.
Durch das Köln-Gesetz wurde die Stadt Wesseling und damit auch Urfeld am 1. Januar 1975 nach Köln eingemeindet. Dies wurde jedoch zum 1. Juli 1976 hin wieder rückgängig gemacht.
§3 Gemeinde Swisttal
Die Gemeinden Buschhoven, Essig, Heimerzheim, Ludendorf, Miel, Morenhoven, Odendorf und Ollheim des Amtes Ludendorf werden zu einer neuen Gemeinde Swisttal zusammengelegt. Hinzu kommt die Gemeinde Straßfeld, die bisher zum Amt Kuchenheim im Landkreis Euskirchen gehört. Namensgeber der neuen Gemeinde ist der Bachlauf Swist.
§4 Gemeinde Alfter
Die Gemeinden des Amtes Duisdorf, die nicht nach Bonn eingemeindet werden, werden zu einer neuen Gemeinde Alfter zusammengelegt. Dies sind Alfter, Gielsdorf, Impekoven, Oedekoven und Witterschlick.
§5 Stadt Rheinbach
Die amtsfreie Stadt Rheinbach wird mit den Gemeinden Flerzheim, Hilberath, Neukirchen, Niederdrees, Oberdrees, Queckenberg, Ramershoven, Todenfeld und Wormersdorf zu einer neuen Stadt Rheinbach zusammengeschlossen. Diese wird Rechtsnachfolgerin des Amtes Rheinbach-Land, welchem alle Gemeinden bis auf Rheinbach angehören.
§6 Stadt Meckenheim
Aus der Stadt Meckenheim und den Gemeinden Altendorf, Ersdorf, Lüftelberg und Merl wird eine neue Stadt Meckenheim gebildet, welche Rechtsnachfolgerin des Amtes Meckenheim ist.
§7 Gemeinde Wachtberg
Die Gemeinden des Amtes Villip, Berkum, Gimmersdorf, Holzem, Ließem, Niederbachem, Oberbachem, Pech, Villip, Werthhoven und Züllighoven, schließen sich zu einer neuen Gemeinde zusammen. Hinzu kommen mit Adendorf, Arzdorf und Fritzdorf drei Gemeinden des Amtes Meckenheim. Die neue Gemeinde wird in Anlehnung an eine Anhöhe zwischen Villip und Berkum Wachtberg genannt.

### III. Abschnitt: Siegkreis
§8 Gemeinde Niederkassel
Die Gemeinden Lülsdorf, Mondorf, Niederkassel (Siegkreis), Stockem, Rheidt und Uckendorf werden zu einer neuen Gemeinde (ab 1981: Stadt) Niederkassel zusammengelegt. Diese ist deckungsgleich mit dem ehemaligen Amt Niederkassel, sie übernimmt auch dessen Rechtsnachfolge.
§9 Stadt Troisdorf
Die Stadt Troisdorf und die Gemeinde Sieglar, welche 1927 aus der Bürgermeisterei Sieglar mit den Gemeinden Bergheim-Müllekoven, Eschmar, Sieglar, Spich und Kriegsdorf hervorging, werden zur neuen Stadt Troisdorf zusammengelegt. Hinzu kommen die Gemeinde Altenrath des Amtes Lohmar und der Ortsteil Friedrich-Wilhelms-Hütte der Gemeinde Menden (Rheinland) sowie einige Flurstücke der Gemeinde Meindorf.
§10 Gemeinde Sankt Augustin
Mit diesem Paragraphen wird die neue Gemeinde (ab 1977: Stadt) Sankt Augustin gebildet, welche mit dem aufgelösten Amt Menden (Rheinland) großteils identisch ist. Die neue Gemeinde entsteht aus den bisherigen Gemeinden Buisdorf, Hangelar, Meindorf, Menden (Rheinland), Niederpleis und Siegburg-Mülldorf. Nicht zur neuen Gemeinde kommen (bis auf einige Fluren) Holzlar, welches sich gegen einen solchen Zusammenschluss aussprach und nach Bonn eingemeindet wird, sowie der Mendener Ortsteil Friedrich-Wilhelms-Hütte. Dafür kommen der Ortsteil Birlinghoven der Gemeinde Stieldorf und einige Flurstücke der Stadt Beuel, welche den Flugplatz Hangelar beinhalten, hinzu.
§11 Stadt Königswinter
Die Stadt Königswinter wird mit der Gemeinde Ittenbach des Amtes Königswinter-Land, den Gemeinden Heisterbacherrott, Niederdollendorf und Oberdollendorf des Amtes Oberkassel (Siegkreis), sowie den Gemeinden Oberpleis und Stieldorf des Amtes Oberpleis, letztere jedoch ohne Hoholz und Birlinghoven, sowie einiger Fluren der Gemeinde Oberkassel (Siegkreis) zu einer neuen Stadt Königswinter vereinigt. Sie ist Rechtsnachfolgerin der Ämter Königswinter-Land, Oberkassel (Siegkreis) und Oberpleis.
§12 Stadt Bad Honnef
Aus der amtsfreien Stadt Bad Honnef am Rhein und der Gemeinde Aegidienberg, welche bisher zum Amt Königswinter-Land gehört, wird eine neue Stadt Bad Honnef gebildet.
§13 Gemeinde Lohmar
Aus der amtsfreien Gemeinde Wahlscheid, die aus der Bürgermeisterei Wahlscheid hervorging, sowie fünf der sechs Gemeinden des Amtes Lohmar (dies sind Breidt, Halberg, Inger, Lohmar und Scheiderhöhe; Altenrath wird nach Troisdorf eingemeindet) wird die neue Gemeinde (ab 1991: Stadt) Lohmar gebildet. Die neue Gemeinde ist Rechtsnachfolgerin des Amtes Lohmar.
§14 Gemeinde Neunkirchen-Seelscheid
Aus den Gemeinden des Amtes Neunkirchen (Siegkreis), Neunkirchen und Seelscheid, wird die neue Gemeinde Neunkirchen-Seelscheid gebildet. Das Amt wird damit aufgelöst, die Fusionsgemeinde übernimmt die Rechtsnachfolge.
§15 Stadt Siegburg
Das Stadtgebiet der Kreisstadt Siegburg wird um den Ortsteil Seligenthal der Gemeinde Lauthausen sowie einige Fluren der Gemeinden Hennef und Buisdorf vergrößert.
§16 Gemeinde Hennef (Sieg)
Aus den amtsfreien Gemeinden Hennef (Sieg), Lauthausen (ohne Seligenthal) und Uckerath, welche aus den ehemaligen Bürgermeistereien Hennef, Lauthausen und Uckerath hervorgingen, wird die neue Gemeinde (seit 1981: Stadt) Hennef (Sieg) gebildet.
§17 Gemeinde Eitorf
Die Gemeinde Eitorf bleibt in ihrer bisherigen Form bestehen, erhält jedoch einige Flurstücke der Gemeinde Uckerath.
§18 Gemeinde Ruppichteroth
Das Amt Ruppichteroth wird aufgelöst. Aus den beiden Gemeinden des Amtes, Ruppichteroth und Winterscheid, wird eine neue Gemeinde Ruppichteroth gebildet.
§19 Gemeinde Windeck
Die drei amtsfreien Gemeinden Dattenfeld, Herchen und Rosbach werden zu einer neuen Gemeinde zusammengeschlossen. Diese erhält den Namen Windeck, in Anlehnung an die Burg Windeck.
Ursprüngliche Planungen, Herchen mit Eitorf zu vereinigen, wurden verworfen, da Dattenfeld und Rosbach zusammen zu wenig Einwohner gehabt hätten.

### IV. Abschnitt: Rhein-Sieg-Kreis
§20 Bildung des Rhein-Sieg-Kreises
Der Landkreis Bonn wird aufgelöst. Die neugebildeten Gemeinden Alfter, Bornheim, Meckenheim, Rheinbach, Swisttal und Wachtberg werden in den Siegkreis eingegliedert, welcher in Rhein-Sieg-Kreis umbenannt wird und Rechtsnachfolger des Landkreises Bonn ist.

### V. Abschnitt: Sonderplanungsausschuss
§21 Sonderplanungsausschuss
Für die neue kreisfreie Stadt Bonn und den Rhein-Sieg-Kreis wird ein Sonderplanungsausschuss eingerichtet. Er setzt sich zusammen aus 21 Mitgliedern sowie je einem Stellvertreter für jedes Mitglied. Dies sind:
- je fünf Vertreter der Stadt Bonn und des Rhein-Sieg-Kreises,
- ein Vertreter des Verwaltungs- und Planungsausschusses der Landesplanungsgemeinschaft Rheinland,
- drei Vertreter der Bundesregierung,
- der Kölner Regierungspräsident und ein weiterer Vertreter der Landesregierung
- fünf weitere stimmberechtigte Vertreter

Der Sonderplanungsausschuss ist zuständig für den Gebietsentwicklungsplan, den Flächensicherungsplan sowie die Raumordnungspläne.

### VI. Abschnitt: Schlussvorschriften
§22 Amtsgerichte
Mit diesem Gesetzespunkt werden die Gemeinden den Amtsgerichten zugeordnet, wobei in einigen Gemeinden die bisherigen Strukturen bis zum 31. Dezember 1969 vorübergehend bestehen bleiben:
- Das Amtsgericht Bonn umfasst die kreisfreie Stadt Bonn sowie die Gemeinden Alfter, Bornheim und Wachtberg. Die Stadt Wesseling wechselt zum Amtsgericht Brühl.
- Das Amtsgericht Königswinter umfasst die Städte Bad Honnef und Königswinter.
- Das Amtsgericht Rheinbach umfasst die Gemeinden Meckenheim, Rheinbach und Swisttal.
- Das Amtsgericht Siegburg umfasst die Gemeinden Eitorf, Hennef (Sieg), Lohmar, Much, Neunkirchen-Seelscheid, Niederkassel, Ruppichteroth, Sankt Augustin, Siegburg und Troisdorf.
- Die Gemeinde Windeck wird dem Amtsgericht Waldbröl zugeordnet.
- Die Amtsgerichte Hennef und Eitorf werden zum 1. Januar 1970 aufgehoben.

§23 Sparkassen
Die neue Stadt Bonn wird Gewährträgerin der Kreissparkasse Bonn. Die Filialen auf dem Gebiet des Rhein-Sieg-Kreises wechseln zur Kreissparkasse in Siegburg, welche wiederum ihre Filiale in Oberkassel an die Sparkasse in Bonn abgibt. Ferner sollen die Sparkassen auf dem Gebiet der Stadt Bonn zu einer Sparkasse zusammengeschlossen werden. Dies geschah am 1. Januar 1971, als die Städtische Sparkasse Bonn, die Stadtsparkasse Bad Godesberg und die Kreissparkasse Bonn in einer neuen Sparkasse Bonn aufgingen.
§24 Personalräte
Der Personalrat des Rhein-Sieg-Kreises wird um sechs Mitglieder des aufgelösten Landkreises Bonn (eines für jede der sechs Gemeinden) sowie ebenso viele Stellvertreter erweitert.
Die Personalräte der aufgelösten Ämter und Gemeinden bleiben vorerst weiter bestehen. Die Personalräte der neuen Gemeinden werden spätestens sechs Monate nach Inkrafttreten des Gesetzes gewählt.
§25 Neuwahlen
Die Räte des Rhein-Sieg-Kreises und der Stadt Wesseling werden aufgelöst und neu gewählt.
§26 Inkrafttreten
Das Gesetz sollte eigentlich am 1. Juli 1969 in Kraft treten, dieser Zeitpunkt wurde jedoch auf den 1. August verschoben. Der Verfassungsgerichtshof für das Land Nordrhein-Westfalen setzte das Gesetz für den Zeitraum vom 1. bis zum 31. Juli außer Kraft, um es zu prüfen.

## Vorgeschichte

### Ausgangssituation
Nach dem Wiener Kongress wurden auf dem Gebiet des heutigen Rhein-Sieg-Kreises 1816 fünf Landkreise gebildet. Von West nach Ost waren dies der Kreis Rheinbach, der Kreis Bonn, der Kreis Siegburg, der Kreis Uckerath und der Kreis Waldbröl. Bereits 1820 erfolgte mit dem Zusammenschluss der Kreise Siegburg und Uckerath (ab 1925 „Siegkreis“ genannt) eine erste Vergrößerung der Kreisverwaltungen. So bestand diese Einteilung bis 1932, als die Kreise Waldbröl und Rheinbach aufgelöst wurden. Dabei wurde das Amt Dattenfeld aus dem Kreis Waldbröl dem Siegkreis zugeordnet, das Gebiet des Kreises Rheinbach ging in den Kreisen Bonn und Euskirchen auf. Damit wurde Bonn als Kreisfreie Stadt fast gänzlich von den beiden Landkreisen Bonn und Siegkreis umschlossen.

### Bundesregierung als Motor der Reform
Nach der für Bonn entschiedenen Hauptstadtfrage von 1949 siedelten sich in der neuen Hauptstadt und der Region neben Bundesregierung und Parlament Botschaften, Lobbyverbände, Presse und weitere politische Institutionen mit überregionaler Ausstrahlung an. Damit verbunden war ein explosionsartiges Bevölkerungswachstum und eine Urbanisierung des nun zur Hauptstadtregion gewordenen Bonner Raums. Als Folge wuchs die Stadt Bonn sowohl im siedlungsgeographischen Sinne als auch funktional mit den beiden Nachbarkreisen – dem Landkreis Bonn und dem Westen des Siegkreises – zusammen. Bonn alleine war damals als Stadt mit etwa 100.000 Einwohnern nur bedingt fähig, der Funktion als Hauptstadt eines der bedeutendsten Industriestaaten gerecht zu werden. Anfang der 1960er-Jahre festigten sich diese Tendenzen und die damit verbundenen Schwierigkeiten. 
Die Notwendigkeit der interregionalen und -kommunalen Kooperation nahm stetig zu. Das Land Nordrhein-Westfalen erkannte schließlich Mitte der 1960er-Jahre, dass Bonn in den bisherigen Grenzen und die Region mit ihrer Vielzahl einzelner Gemeinden, Ämter und den zwei Kreisen dem stetig anwachsenden Flächen- und Wohnungsbedarf des Bundes und dem Siedlungsdruck nicht zufriedenstellend begegnen konnte. Um ein Konzept für die Unterbringung der Angestellten des Bundes entwickeln und einheitlich umsetzen zu können und eine gemeinsame Planung des an der damaligen Grenze zwischen Bonn und Bad Godesberg gelegenen Regierungsviertels zu ermöglichen, war ein zentraler Ansprechpartner in Form einer einzigen Gebietskörperschaft notwendig. Da ohnehin eine landesweite Gebiets- und Kreisreform geplant war, wollte man die Neugliederung der Hauptstadtregion Bonn aufgrund der besonderen Dringlichkeit als erstes angehen.
Am stärksten vom Sitz der Bundesregierung in Bonn waren außerhalb der Hauptstadt Bad Godesberg und große Teile des Amtes Duisdorf betroffen. Während Bad Godesberg zum Standort zahlreicher Botschaften und Lobbyverbände wurde, war für den Duisdorfer Bereich unter den dort ansässigen Bundesministerien insbesondere das Verteidigungsministerium auf der Hardthöhe prägend, traditionell das von der Mitarbeiterzahl her größte Ressort der Bundesregierung. Weitere Institutionen ließen sich überwiegend im Landkreis Bonn, nur vereinzelt im Siegkreis nieder.

## Konzepte für die Neugliederung
Überlegungen zur territorialen Neugliederung der Region wurden zwar schon lange vor der Gebietsreform in den 1950er-Jahren geäußert, jedoch gingen diese meist von einzelnen Städten und Gemeinden aus und umfassten eher vage Vorstellungen. Eine Neuordnung des Raums war bereits mit der von 1949 bis 1955 bestehenden Enklave Bonn, einem der Alliierten Hohen Kommission unterstehendem Sondergebiet, vorweggenommen worden. Die erste Ausarbeitung eines Vorschlages für die gesamte Region stammt von Franz Grobben, dem damaligen Kölner Regierungspräsidenten, aus dem Jahr 1963. Mit der Zeit passten sich die Vorschläge immer mehr dem Willen der nordrhein-westfälischen Landesregierung an, die die wesentlichen Grundzüge einer Gebietsreform in der Hand hatte. Zum Tragen kam letztendlich der Plan des Landesinnenministers Willi Weyer.

### Grobben-Plan
Franz Grobben, amtierender Präsident der Bezirksregierung Köln von 1959 bis 1966, legte 1963 als erstes einen Entwurf zur kommunalen Neugliederung der Region Bonn vor. Sein Plan war es, das engere Bonner Umfeld in einem Regionalverband zusammenzufassen, der aus Bonn, Bad Godesberg sowie zwei weiteren neu zu bildenden Städten in den Ämtern Duisdorf und Menden bestehen sollte. Seine Vorstellungen verzichteten gänzlich auf Eingemeindungen und stellten damit weniger eine Gebietsreform als vielmehr eine Neuverteilung der Zuständigkeiten dar. Sie entsprachen in den Grundzügen Vorarbeiten der Städte und Gemeinden aus den Landkreisen Bonn und Siegburg.